# Великорусское
Великору́сское — село в Калачинском районе Омской области России. Административный центр Великорусского сельского поселения.

## История
Основано в 1895 году. В 1928 году состояло из 179 хозяйства, основное население — украинцы. В административном отношении являлось центром Великорусского сельсовета Ачаирского района Омского округа Сибирского края.

## Население
| 2002 | 2010 |
| ---- | ---- |
| 845  | ↘627 |